# Simple Minds
Simple Minds est un groupe de new wave et rock alternatif britannique, originaire de Glasgow (Écosse). Sa popularité internationale culmine du milieu des années 1980 jusqu'au début des années 1990 et reste notable de nos jours, avec près de 60 millions d'albums vendus. Les membres qui lui sont indissociables, le chanteur Jim Kerr et le guitariste Charlie Burchill, fondateurs, sont toujours présents. Parmi les anciens membres, il y a le bassiste Derek Forbes, le batteur Brian McGee et le claviériste Michael MacNeil.
Le groupe est connu du grand public pour sa participation à la bande originale du film The Breakfast Club avec le tube Don't You (Forget About Me) en 1985, classé notamment no 1 au Billboard Hot 100 aux États-Unis. Parmi ses autres grands succès se trouvent Promised You a Miracle (1982) Glittering Prize (1982), Someone Somewhere in Summertime (1982), Waterfront (1983), Alive and Kicking (1985), Sanctify Yourself (1986), Mandela Day (1989), Belfast Child (1989), See the lights (1992) et Hypnotised (1995).

## Histoire

### Débuts (1977–1981)
Simple Minds, qui tient son nom de la chanson de David Bowie The Jean Genie (« He's so simple minded he can't drive his module »), se forme à Glasgow en pleine mouvance punk sous le nom initial de Johnny and the Self-Abusers (un seul 45 tours, en 1977). Dès son premier single, Life in a Day et son premier album au titre similaire (tous deux sortis en 1979), le groupe connaît un certain écho au Royaume-Uni (le single entre dans le top 75 et l'album atteint la 30e place).
Après un deuxième album plus expérimental toujours sous influence Bowie (Real to Real Cacophony, sorti également en 1979), la musique new-wave de Simple Minds devient plus froide et plus expérimentale (Empires and Dance en 1980), puis de plus en plus dansante : Sons and Fascination et Sister Feelings Call, sortis tous deux simultanément en 1981, puis réédités en un seul CD quelques années plus tard, mais sans quelques titres ; cela sera cependant corrigé en 2002, avec la sortie de l'intégralité des titres.
Les titres The American, Sweat in Bullet et Love Song (classés au top 50 britannique) leur offrent un début de notoriété au Royaume-Uni et en Europe, mais ils rencontrent surtout le succès en Océanie, notamment en Nouvelle-Zélande où le groupe devient rapidement célèbre.
L'année 1981 voit le départ de Brian McGee qui est remplacé par Kenny Hyslop.

### Dix ans de succès (1982–1992)
Puis les Simple Minds connaissent véritablement le succès international et atteignent leur maturité avec l'album New Gold Dream (81,82,83,84) qui sort en 1982 (classé no 3 au Royaume-Uni) ; album qui leur permet d'obtenir la reconnaissance du public européen tout en intéressant de plus en plus le marché américain (où ce disque rentre dans le Top 75), accompagnée de ses premiers vrais tubes (comme Promised You a Miracle, Top 20 au Royaume-Uni et en Océanie). Ce succès est confirmé deux ans plus tard avec l'album Sparkle in the Rain (no 1 au Royaume-Uni), plus orienté rock, avec son titre Waterfront (no 1 en Nouvelle-Zélande par exemple). Mel Gaynor se joint à la formation et devient le batteur principal de toute l'histoire du groupe.
En 1985 et 1986, le succès de Simple Minds atteint son apogée avec les hits mondiaux Don't You... (BO de The Breakfast Club) et Alive and Kicking, qui est le premier extrait de leur album Once Upon a Time qui paraît fin 1985. Ce dernier reste à ce jour leur plus gros succès (no 1 au Royaume-Uni et no 10 aux États-Unis notamment), faisant de Jim Kerr et de ses acolytes un « groupe à stades », apparaissant régulièrement en couverture des revues musicales spécialisées. En termes de popularité au niveau international, Simple Minds est à cette époque l'un des plus grands groupes pop/rock anglophones avec Duran Duran, Tears for Fears, Dire Straits, Level 42 et Eurythmics. À la sortie de Don't You (Forget about Me), le bassiste d'origine Derek Forbes est remplacé par John Giblin.
Fort de ce succès, le groupe entame une tournée mondiale qui le mène aux quatre coins de la planète. Le concert donné au Zénith de Paris en août 1986 est immortalisé par le premier album live officiel de Simple Minds, Live in the City of Light, qui sort en 1987 (il se classe no 1 au Royaume-Uni).
Durant cette période, et à l'instar de U2, le groupe se distingue aussi par son engagement humanitaire, voire politique. Il participe notamment au Live Aid en 1985, puis compose deux titres phares (qui deviendront des tubes) évoquant cet engagement, Mandela Day et Belfast Child. Mandela Day dénonce la situation polémique de l'Apartheid en Afrique du Sud (écrit spécialement pour le Concert hommage des 70 ans de Nelson Mandela en 1988). Belfast Child décrit les tensions communautaires en Irlande. Ces deux morceaux se retrouvent sur le nouvel album studio du groupe, Street Fighting Years, qui paraît au printemps 1989 et connaît un grand succès notamment en Europe (no 1 au Royaume-Uni, en Allemagne... et au top 5 dans de nombreux pays) et en Océanie. Cependant, ce disque ne reçoit pas un aussi bon accueil aux États-Unis, de la part des critiques comme du public.
L'étape de création de cet album est fructueuse entre les trois membres originaux : John Giblin pose aussi sa patte sur Let It All Come Down. Cependant, certaines tensions apparaissent pendant les répétitions entre Trevor Horn, l'un des producteurs, et Gaynor et Giblin, ceci expliquant pourquoi ces derniers n'ont pas participé à l'album dans son intégralité. Le groupe recrute alors Manu Katché à la batterie, et la basse est jouée sur certains morceaux par Stephen Lipson, l'autre producteur. Gaynor réintègre malgré tout le groupe pour la tournée, contrairement à Giblin qui se joint au groupe d'Alan Parsons. Après la tournée, le claviériste Michael MacNeil et Brian Findlay, le manager depuis les débuts, quittent la formation, ce qui affecte sérieusement le groupe.
En 1991 paraît l'album Real Life. Kerr et Burchill, désormais seuls membres de la formation initiale, sont maintenant accompagnés de Mel Gaynor et du nouveau bassiste Malcolm Foster, qui s'est joint au groupe lors de la tournée précédente ; ils optent alors pour un son plus commercial que celui du disque précédent, tout en conservant une note engagée. Malgré de bonnes ventes notamment sur le sol européen (no 2 au Royaume-Uni et au top 10 dans plusieurs pays) et les tubes Let There Be Love et See the Lights (à ce jour, dernier top 40 du groupe aux États-Unis), cet album se révèle finalement moins marquant que ses prédécesseurs ; signant alors la fin du phénomène Simple Minds.
Fin 1992 sort la compilation Glittering Prize 81/92 (no 1 durant trois semaines au Royaume-Uni, et bien classée en Europe et en Océanie). Elle comprend les grands succès de la formation, dont l'incontournable Don't You (Forget about Me) qui n'était jusqu'alors présent - dans sa version studio - sur aucun album du groupe. Malgré le succès de cette compilation qui regroupe des hits appartenant au passé glorieux du groupe (effet de nostalgie), Simple Minds connaît alors une désaffection du public et de la critique.
Aux États-Unis, Glittering Prize 81/92 n'est pas éditée sous le même format qu'en Europe : la version américaine ne contient que douze titres s'étendant notamment sur la période des grands succès rencontrés sur le territoire américain (entre 1985 et 1991). On y trouve également les titres Stand by Love et Up On the Catwalk, tous deux absents de l'édition européenne. Cette compilation passe cependant inaperçue et ne se classe pas dans le Billboard 200, ce qui peut s'expliquer par la piètre performance dans ce même classement des deux albums studio précédents.
Mel Gaynor quitte le groupe peu après (pour quelques années) afin de se consacrer à des projets en solo ; Jim Kerr et Charlie Burchill sont les deux derniers membres de la formation originale.

### Déclin progressif (1993–2004)
Une période de moindre succès survient alors ; le groupe - devenu le duo Kerr et Burchill, avec l'apport de nouveaux musiciens - rencontre encore un certain écho en 1995 avec l'album Good News from the Next World (no 2 au Royaume-Uni et bien classé en Europe et en Océanie) et son premier single extrait She's a River, qui fait même une apparition dans le Billboard américain (l'album y rencontre cependant peu de succès).
La formation écossaise s'oriente ensuite vers une musique plus intimiste et revient à un son plus expérimental, avec l'album Néapolis sorti en 1998, qui ne rencontre cependant pas le succès escompté. À noter avec cet album les retours du bassiste d'origine Derek Forbes et de Mel Gaynor. Ces derniers quittent à nouveau la formation après la tournée pour collaborer à d'autres projets.
Les autres albums, Our Secrets are the Same (projet avorté de 1999 qui ne paraîtra qu'en 2004), Neon Lights (2001) et Cry (2002), ne rencontrent que peu ou pas de succès. L'ambitieux Cry, à la production soignée, est soutenu par une tournée qui passe par le continent américain et qui voit le retour définitif de Mel Gaynor redonner au groupe un certain dynamisme. À la fin 2001, Virgin Records édite une nouvelle compilation qui couvre la période 1979-1998. Ce double CD ne connaît cependant qu'un succès limité (no 34 au Royaume-Uni).
La fin des années 1990 et le début des années 2000 sont donc plus difficiles pour Simple Minds, qui peine à renouveler sa créativité. Les dissensions au sein de la formation ont amené le départ de membres importants et de leur manager Brian Findlay, présent depuis les débuts. Le groupe fait aussi face à des problèmes juridiques, financiers et promotionnels avec ses labels (Virgin, Chrysalis et Eagle). Simple Minds leur reproche un manque de promotion des albums et des tournées, ce qui entraîne une baisse des ventes et la désaffection du public.

### Renaissance (2005–2013)

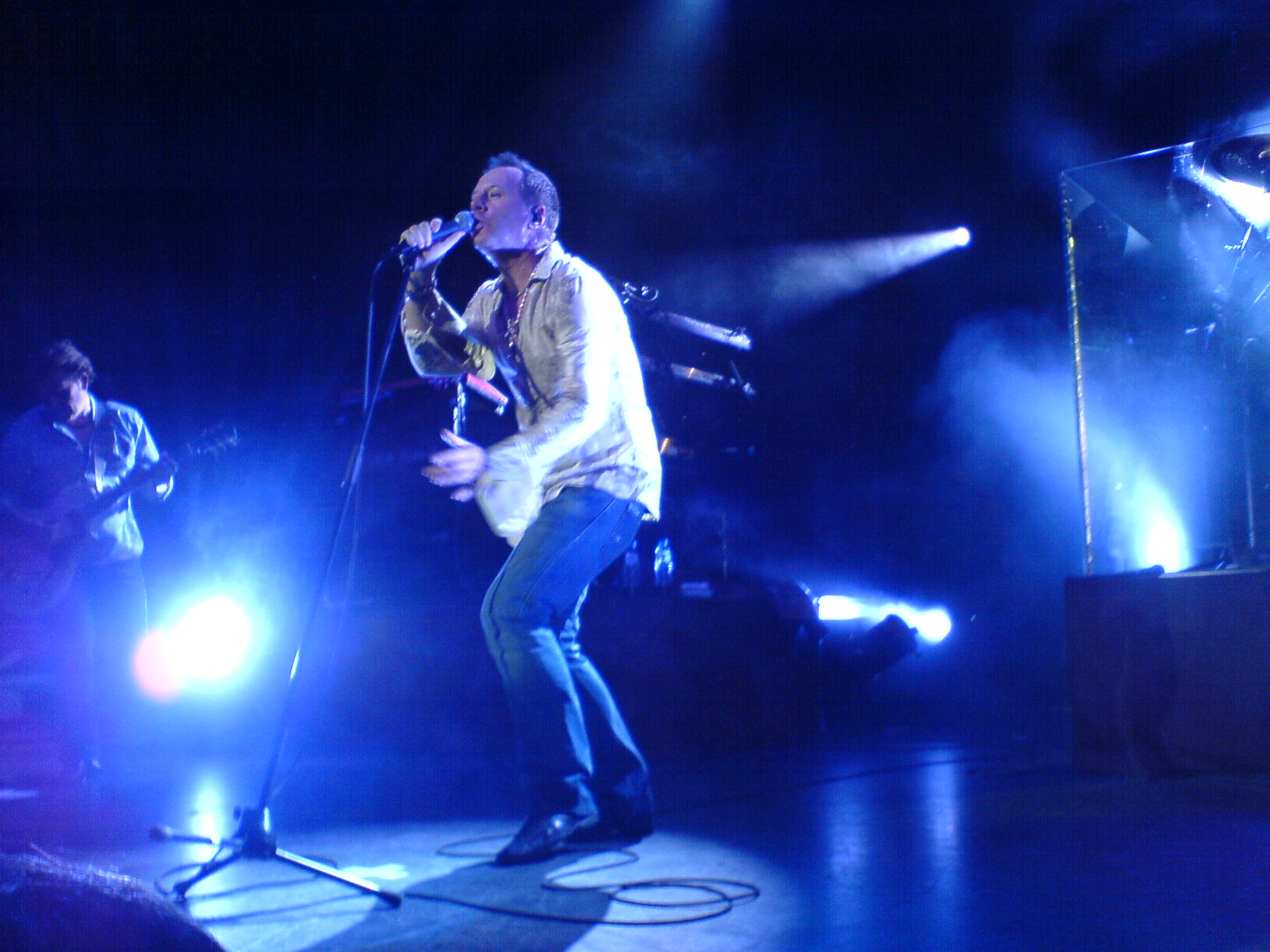
Concert à Oslo, en février 2006.

Simple Minds revient en septembre 2005 avec le nouvel album Black & White 050505 qui marque un retour au son glorieux de la grande époque, tout en apportant des sonorités nouvelles, par exemple avec Stay Visible, Home et Dolphins. Simple Minds semble revigoré et l'accueil critique est favorable, même si l'essai n’est pas totalement concluant (application à refaire la formule Once Upon A time sans nécessairement l'égaler). Cet album souligne plusieurs retours dont celui en studio de Mel Gaynor à la batterie, de l'ingénieur Bob Clearmountain au mixage, et le retour du groupe dans le top 40 britannique. Signalons la contribution d'Eddie Duffy à la basse qui rappelle avec brio le jeu mélodieux de basse du bassiste d'origine Derek Forbes.
L'album suivant, Graffiti Soul, est publié en mai 2009, il se veut résolument plus rock et énergique. Ce disque permet au groupe de renouer avec le succès dans les charts et auprès du public, comme en témoignent les tournées 2009/2010. Il se classe 10e au Royaume-Uni, dès sa sortie. Graffiti Soul marque ainsi le retour de Simple Minds dans le top 10 britannique après plus de quatorze années d'absence. Durant la tournée promotionnelle qui l'accompagne, Eddie Duffy est remplacé par Ged Grimes. Ce dernier devient ainsi le sixième bassiste officiel de la formation.
En mai 2010, Jim Kerr réalise son projet solo Lostboy! AKA soutenu par une tournée promotionnelle européenne en mai, août et octobre à laquelle participent Mel Gaynor et Jez Coad.
Dans une vidéo réalisée le lendemain de l'arrivée du groupe au Barrowland de Glasgow le 25 février 2012, Jim Kerr annonce la première apparition de Simple Minds au festival T in the Park. Le 21 avril, Virgin Records sort le tout premier single du groupe exclusivement réservé pour le Record Store Day. Le single contient deux remixes, Theme for Great Cities remixé par Moby sur la face A et un remix 2012 de I Travel par John Leckie sur la face B.
EMI sort le 19 novembre 2012 un double-album live de leur tournée intitulé 5X5 Live. Simple Minds embarque dans une tournée australienne et néozélandaise avec le groupe américain Devo et le groupe australien The Church qui commence le 29 novembre 2012 à Melbourne, et se termine le 15 décembre à Auckland. Le 23 octobre 2012, Simple Minds annonce la tournée britannique de trente dates Greatest Hits +, et la collection Celebrate: The Greatest Hits +, publiée en deux et trois CD le 25 mars 2013 chez Virgin Records. Cette collection comprend deux nouveaux morceaux, Blood Diamonds, et Broken Glass Park. Durant l'hiver 2012, une tournée « conceptuelle » est entreprise par le groupe. Elle se concentre exclusivement sur les titres des cinq premiers albums du groupe. La tournée est acclamée par les critiques et fait l'objet d'un double album live.

### Big Music(2014–2017)

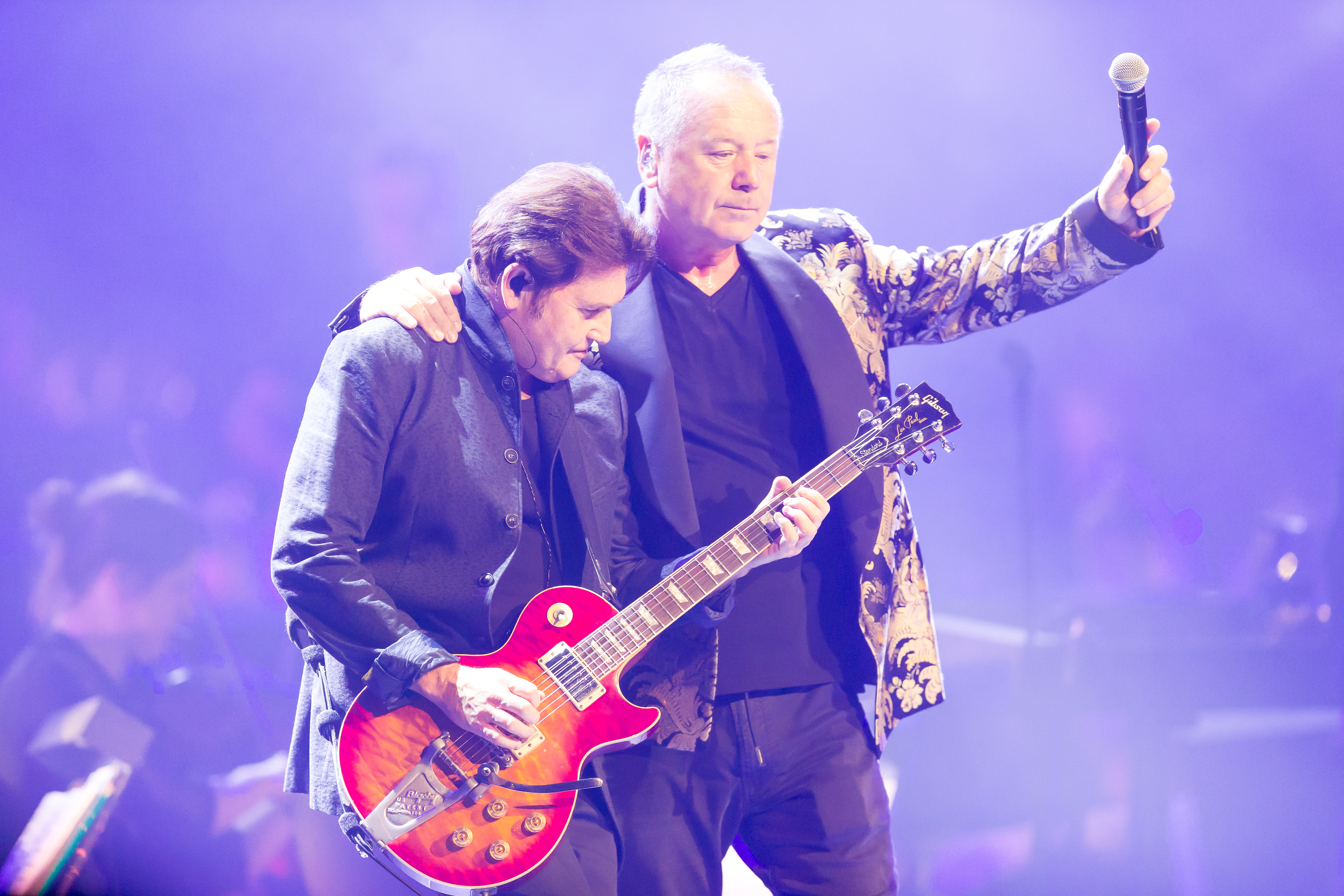
Jim Kerr et Charlie Burchill en concert avec Simple Minds à Mannheim en 2016.

Après une nouvelle compilation parue en 2013, Celebrate, le groupe revient à l'automne 2014 avec le nouvel album studio, Big Music. Celui-ci propose un son qui n'est pas sans rappeler les débuts de la formation écossaise, et reçoit un bon accueil critique tout en connaissant un relatif succès dans les classements (classé au top 20 de plusieurs pays, dont le Royaume-Uni). Le 22 octobre 2014, Simple Minds sont présentés pour le Q Inspiration to Music Award par le chanteur de Manic Street Preachers, James Dean Bradfield. Le 2 novembre 2014, Simple Minds présente Big Music avec une session acoustique pour The Billy Sloan Collection. En décembre 2014, Simple Minds enregistre une session acoustique sur Absolute Radio, pendant laquelle ils jouent Honest Town, Alive and Kicking, Let the Day Begin, Don't You (Forget about Me) et une reprise de David Bowie, The Man Who Sold the World. Le groupe continue de tourner jusqu'en 2015.
Le 14 novembre 2015, le groupe sort le double-album Live – Big Music Tour 2015, enregistré pendant la tournée Big Music. C'est une auto-production qui comprend des sessions entrecroisées de leurs anciens morceaux.
En octobre 2016, le groupe embarque dans une tournée promotionnelle acoustique, qui comprend une performance le 10 novembre 2016 au Hackney Empire, à Londres qui est diffusée sur la BBC Radio 2. Le 7 novembre 2016, Simple Minds annonce la future tournée de quarante-sept dates, Acoustic Live '17, entre le 8 avril et le 8 juin 2017.
Le 11 novembre 2016, Simple Minds sort Acoustic, enregistré avec une nouvelle formation durant l'année 2016, et des rééditions acoustiques de morceaux qu'ils ont joués durant leur carrière. Sur le single Promised You A Miracle (1982), le groupe est rejoint par KT Tunstall. La version vinyle du disque est publiée le 26 novembre 2016, et comprend trois morceaux bonus : Stand By Love, Speed Your Love to Me et Light Travels. Le 16 novembre 2016, Simple Minds reçoit son quatrième Best Performance Award au Radio Forth Awards à Édimbourg.

### Walk Between Worlds(2017-2018)
Le 15 novembre 2017, le titre et la liste d'un nouvel album sont révélés sur Amazon UK. L'album Walk Between Worlds comprend huit morceaux : Magic, Summer, Utopia, The Signal and the Noise, In Dreams, Barrowland Star, Walk Between Worlds, Sense of Discovery – et l'édition deluxe comprend trois morceaux bonus – Silent Kiss, Angel Underneath My Skin, et Dirty Old Town (live). Produit par Simple Minds, Wright et Goldberg, l'album sort le 2 février 2018 via BMG. 

L'album se classe quatrième dans les charts britanniques, une première pour le groupe depuis vingt ans.

### Quarantième anniversaire (2019-2020)
En 2019, Simple Minds célèbre ses 40 ans d'existence discographique avec notamment la parution d'une compilation intitulée 40: The Best of 1979-2019 disponible en plusieurs versions et regroupant les singles de la formation écossaise agrémentés de morceaux plus rares ou inédits. Une tournée internationale célébrant cet anniversaire est programmée en 2020.

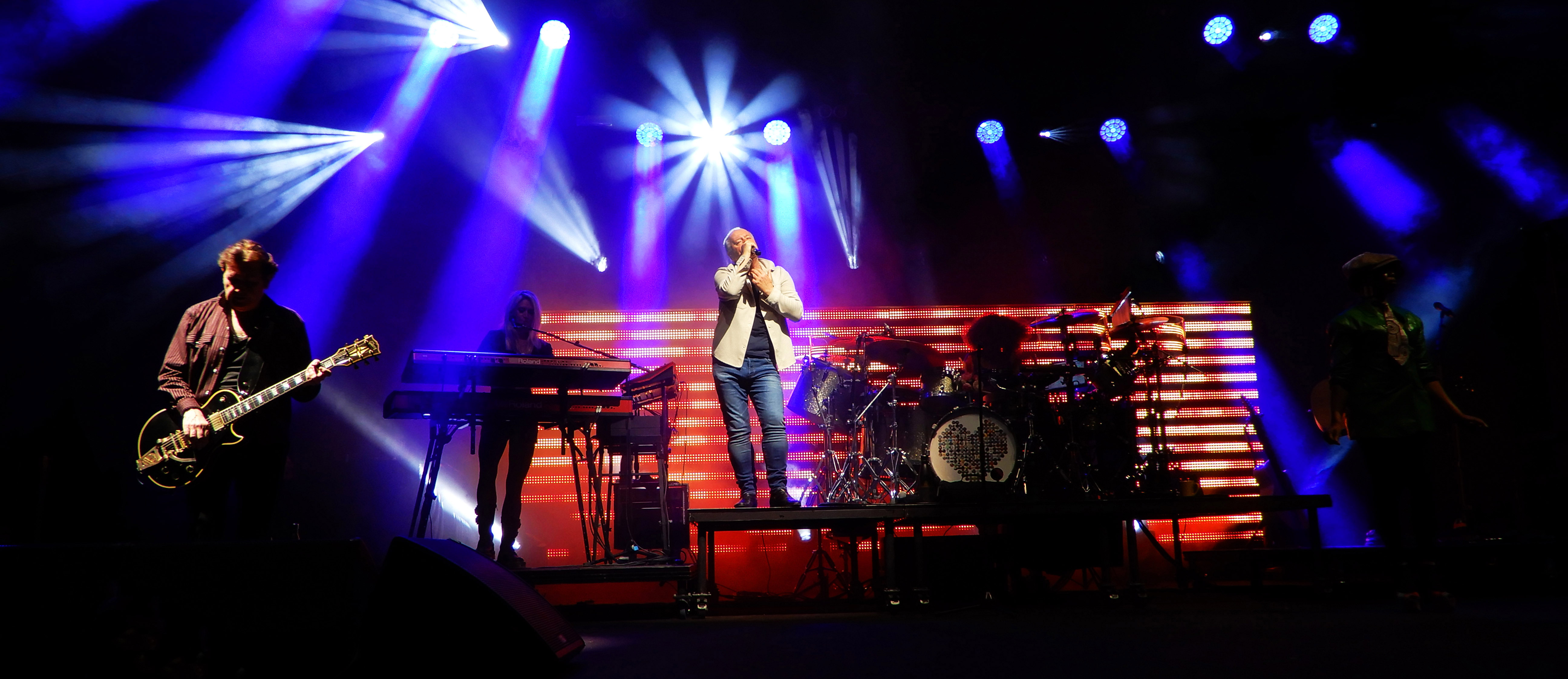
Simple Minds à Cognac Blues Passion 2022

Par ailleurs, le groupe publie fin 2019 l'album Live in the City of Angels, faisant écho à la tournée internationale promouvant son dernier album studio et majoritairement enregistré le 24 octobre 2018 à l'Orpheum Theatre de Los Angeles, la « Cité des Anges ». Ce disque est disponible en de multiples formats, le CD standard et le vinyle comprenant vingt-cinq titres alors que la version deluxe en comprend quarante. Le titre de l'album peut être vu comme un clin d'œil au disque paru en 1987 Live in the City of Light principalement enregistré à Paris, la « Ville Lumière »,.

### Direction of the Heartet tournée (2021-2024)
En raison du contexte sanitaire de l'époque, la tournée devant célébrer les quarante ans d'existence du groupe est finalement annulée après seulement quelques concerts donnés en Scandinavie ; celle-ci est cependant reportée à 2022. 

Et en octobre de la même année, les Simple Minds publient leur nouvel album studio, intitulé Direction of the Heart, dont sont extraits plusieurs singles ; il atteint le Top 5 au Royaume-Uni.
En mai 2023, meurt un ancien membre du groupe, le bassiste John Giblin, qui avait accompagné la formation écossaise durant la seconde moitié des années 1980.
En septembre 2023, le groupe annonce le 2024 Global Tour avec 37 dates en Océanie, Asie et Europe en janvier, février, mars et avril 2024. Plus tard, il annonce 28 nouvelles dates en Europe, en grande partie des festivals durant l'été 2024, de juin à août ; portant la tournée à 65 dates dont une au Zenith de Paris le 18 avril 2024.

## Membres

### Membres actuels
- Jim Kerr - chant (depuis 1977)
- Charlie Burchill - composition, guitare, violon, saxophone, claviers en studio (depuis 1977)
- Ged Grimes - basse, chœurs (depuis 2010)
- Sarah Brown - chœurs (depuis 2017)
- Gordy Goudie - claviers, guitare (depuis 2017)
- Cherisse Osei - batterie (depuis 2017)
- Erik Ljunggren - claviers (depuis 2024)

### Anciens membres
- John Milarky - guitare, voix, saxophone (1977)
- Allan MacNeill - guitare rythmique (1977)
- Duncan Barnwell - guitare rythmique (1978)
- Brian McGee - batterie, chœurs (1977-1981)
- Michael MacNeil - composition, claviers, piano, orgue, accordéon (1978-1990)
- Mark Taylor - claviers, guitare additionnelle, chœurs (1991-1998, 2006 ; remplacement temporaire d'Andy Gillespie)
- Kenny Hyslop - batterie (1981-1982)
- Mike Ogletree - batterie (1982)
- Mark Schulman - batterie (1994-1995)
- Tony Donald - basse (1977-1978)
- Derek Forbes- compositeur, basse, chœurs (1978-1985, 1997-1998)
- John Giblin - basse (1985-1989)
- Malcolm Foster - basse, chœurs (1989-1996)
- Eddie Duffy - basse, chœurs (1999-2010)
- Mel Gaynor - batterie, chœurs (1982-1991, 1997-1998, 2002-2016)
- Andy Gillespie - claviers, chœurs (2002-2005, 2007-2016)
- Catherine AD - claviers (2014-2018)
- Berenice Scott - claviers (2020-2023)

## Discographie
- 1979 : Life in a Day
- 1979 : Real to Real Cacophony
- 1980 : Empires and Dance
- 1981 : Sons and Fascination
- 1981 : Sister Feelings Call
- 1982 : New Gold Dream (81,82,83,84)
- 1983 : Sparkle in the Rain
- 1985 : Once Upon a Time
- 1989 : Street Fighting Years
- 1991 : Real Life
- 1995 : Good News from the Next World
- 1998 : Néapolis
- 2001 : Neon Lights (album de reprises)
- 2002 : Cry
- 2005 : Black and White 050505
- 2009 : Graffiti Soul
- 2014 : Big Music
- 2018 : Walk Between Worlds
- 2022 : Direction of the Heart